# Dong Jie (nuotatrice)
Dong Jie (董洁S; Huai'an, 30 ottobre 1998) è una nuotatrice cinese, vincitrice della medaglia d'oro ai Giochi olimpici estivi di Tokyo 2020 nella staffetta 4x200 metri stile libero.

## Palamarès
| Anno | Manifestazione      | Sede           | Evento     | Risultato | Prestazione | Note  |
| ---- | ------------------- | -------------- | ---------- | --------- | ----------- | ----- |
| 2016 | Giochi olimpici     | Rio de Janeiro | 4x200 m sl | 4ª        | 7'47"96     |       |
| 2016 | Campionati asiatici | Tokyo          | 800 m sl   | Argento   | 8'35"21     |       |
| 2019 | Mondiali            | Tokyo          | 4x200 m sl | 4ª        | 7'54"10     | [ 3 ] |
| 2021 | Giochi olimpici     | Tokyo          | 4x200 m sl | Oro       | 7'48"98     | [ 3 ] |